# A Foreign Affair
A Foreign Affair (pt: A sua melhor missão / br: A mundana) é um filme estadunidense de 1948, do gênero comédia romântica, realizado por Billy Wilder, com roteiro adaptado de história de David Shaw, e com figurino de Edith Head.

## Sinopse
Após o final da II Guerra Mundial, um grupo de congressistas dos Estados Unidos da América viaja até a cidade de Berlim ocupada, para realizar estudos sobre o comportamento das tropas estadunidenses. Lá, Phoebe Frost, uma das congressistas do grupo, descobre que Erika von Schluetow, uma cantora e dançarina de cabaré, e que foi amante de um militar nazista, é actualmente protegida por um oficial estadunidense.
Ela pede ajuda a John Pringle, um capitão do exército, para ajudá-la a descobrir quem é este militar, sem sequer imaginar que o capitão é o amante da cantora.

## Elenco
- Jean Arthur .... Phoebe Frost
- Marlene Dietrich .... Erika von Schluetow
- John Lund .... capitão John Pringle
- Millard Mitchell .... coronel Rufus J. Plummer
- Peter von Zerneck .... Hans Otto Birgel
- Stanley Prager .... Mike
- William Murphy .... Joe
- Raymond Bond .... congressista Pennecot
- Boyd Davis .... congressista Griffin
- Robert Malcolm .... congressista Kraus
- Charles Meredith .... congressista Yarnell
- Michael Raffetto .... congressista Salvatore
- Frank Fenton .... major Mathews
- James Larmore .... tenente Hornby
- Harland Tucker[1] .... general McAndrew

## Principais prémios e nomeações
- Recebeu duas indicações ao Oscar de 1949, nas categorias de melhor argumento e melhor fotografia - preto e branco.